# Skam France
Skam France è una serie televisiva francese creata da Cyril Tysz, Clémence Lebatteux, Karen Guillorel e Julien Capron.
La serie è il remake dell'omonima serie norvegese (2015-2017). Come nella serie madre, Skam France riguarda la vita giornaliera di alcuni studenti di un liceo di Parigi, e, inoltre, sul sito web ufficiale vengono pubblicate quotidianamente delle clip (che compongono un episodio) e anche alcuni messaggi dal punto di vista della protagonista della stagione.

## Trama

### Prima stagione
Emma ha rovinato i rapporti con le sue vecchie amiche nel momento in cui ha iniziato una relazione con Yann: spinta dal ragazzo, conoscerà Manon, Daphné, Imane e Alexia, che diventeranno le sue nuove migliori amiche. Temendo di essere tradita da Yann perché influenzata dalle parole dell'amico Lucas, Emma bacia Alexandre, salvo poi pentirsene. Yann rivela di non aver mai tradito Emma, e i due ragazzi, a causa dei problemi di fiducia reciproca, si lasciano.

### Seconda stagione
Charles e Manon iniziano una relazione all'insaputa di Daphné. Manon tuttavia non si sente a suo agio nel vedere Charles comportarsi in maniera violenta colpendo un ragazzo in testa durante una rissa. Volendo provare a dialogare del problema, Manon non trova Charles in casa, ma conosce il fratello del ragazzo: questi la farà ubriacare e fingerà il giorno successivo di aver avuto un rapporto con la ragazza. Trovato conforto nelle amiche di sempre, Manon denuncerà il ragazzo, in possesso di sue foto provocanti, accusandolo di pedofilia, e alla fine sistemerà le cose con Charles e si trasferirà con lui a Londra.

### Terza stagione
Lucas vive a casa di Manon in attesa che lei torni da Londra. Manon litiga con Charles e torna a casa, costringendo Lucas a dormire sul divano. Lucas conosce Eliott e se ne innamora, ma il ragazzo in alcune occasioni mente e pensa ancora alla sua ex fidanzata. Alla fine si scopre che Eliott è bipolare, ma i suoi sentimenti per Lucas sono veri. Lucas accetta la propria omosessualità, e i due ragazzi iniziano ufficialmente una relazione.

### Quarta stagione
Imane litiga con le amiche, accusandole di aver stretto amicizia con un'altra ragazza, da lei ritenuta razzista: la suddetta ragazza ha una relazione con il fratello di Imane. A peggiorare le cose è una mail scritta da Imane a Charles a nome di Manon: Charles torna in Francia, e dopo alcune discussioni i due tornano insieme. Nel frattempo Sofiane, amico della famiglia di Imane, torna in Francia, e la ragazza si innamora di lui. Sofiane ricambia l'amore per la ragazza, e grazie ai suoi consigli Imane riesce a fare pace con le sue amiche. Sebbene all'inizio l'ateismo di Sofiane non sia ben visto da Imane, la ragazza decide alla fine di iniziare una relazione con lui, certa che la sua fede sia tanto forte da poter sopravvivere a ogni avversità.

### Quinta stagione
Arthur, festeggiando Capodanno in discoteca con gli amici, continua ad avere problemi di udito. Questo incidente influenza il suo rapporto con gli amici, con i genitori e con la fidanzata Alexia. Dovrà mettersi un apparecchio per poter sentire meglio. Un pomeriggio in piscina incontra Noée e un suo amico, Camille, ragazzo con problemi di udito. Sia gli amici sia la ragazza lo aiuteranno ad accettare la sua disabilità. Bacerà Noée e questo porterà alla fine della sua relazione con Alexia.

### Sesta stagione
La sesta stagione ruota attorno al personaggio di Lola, sorella di Daphné. Lola rappresenta il primo personaggio di quella che è stata definita dagli stessi produttori come la "seconda generazione" di personaggi. La madre di Lola e Daphné è morta, ma Lola nasconde il suo dolore, tanto da rovinare pure il funerale. Inoltre è alla ricerca del suo padre biologico, in quanto lei e Daphné hanno un padre diverso: infatti in più occasioni non accetta il patrigno nella sua vita. In passato Lola era autolesionista; ora invece è dipendente dall'alcol. Ciò la porterà anche a evitare Maya, ragazza di cui è innamorata. Nello stesso periodo, Daphné ricomincia ad avere problemi con il suo disturbo alimentare.

### Settima stagione
La settima stagione ruota attorno al personaggio di Tiffany e alla sua gravidanza, scoperta da lei solo al momento del parto. Jo, venendo a sapere della sua gravidanza segreta, decide di inserirla nel suo gruppo di amici. Lì Tiffany conosce e inizia una relazione con Max, un ragazzo transessuale. Ciò la porterà però a scontrarsi con Aurélien, padre della neonata. Dopo molte incertezze, Tiffany decide di crescere la bambina e non darla in adozione.

### Ottava stagione
L'ottava stagione ruota attorno al personaggio di Bilal, che deve affrontare i suoi problemi economici. Lui e il fratello infatti vengono sfrattati ma la madre è fuori da Parigi per lavoro. All'inizio lui e il fratello vivono segretamente nello scantinato della scuola. Il gruppo di amici di Bilal aiuteranno la famiglia. Nello stesso tempo, Jo scopre di essere sieropositiva a causa di un rapporto con Mathéo e affronta le conseguenze di questa scoperta. Bilal inizierà poi una relazione con la ragazza, con qualche difficoltà.

### Nona stagione
La nona stagione ruota attorno al personaggio di Maya. All'inizio della stagione, Lola decide di terminare la relazione con Maya visti gli evidenti problemi di coppia. Ciò porta Maya a chiudersi, smettere di uscire e ad avere attacchi di panico. Sentendosi sola, inizia una relazione con June. A causa di un presunto problema cardiaco, Maya si ricongiunge con la nonna, ovvero l'unico membro della famiglia a lei rimasto dopo la morte dei genitori. La nonna soffre di morbo di Alzheimer ed è ricoverata in una clinica. Nello stesso tempo, Maya continua le sue battaglie ambientaliste. Trova un lavoro come sorvegliante presso il liceo, inizialmente per stare vicina a Lola. Le due ragazze resteranno amiche e Maya comincerà a vivere con più serenità.

### Decima stagione
La decima stagione ruota attorno al personaggio di Anaïs. Di ritorno da una festa con il suo ragazzo Hugo, Anaïs è ubriaca e ciò la porta a far salire nel suo appartamento anche lui, il quale la stupra. Inizialmente la ragazza sminuisce l'accaduto, ma pian piano prende coscienza di ciò che è successo. Tutto questo la porta anche a fumare sostanze stupefacenti, tanto da venire sospesa per una settimana da scuola e ad avere problemi in classe. Inizia un progetto video con Redouane per gli esami di fine anno e lui gli insegna la boxe. Grazie alla boxe, conosce anche Frida, una ragazza che la introduce al femminismo. Trova anche sostegno da La Mif, che inizialmente disprezza, e dall'amica Sasha.

### Undicesima stagione
L'undicesima stagione ruota attorno al personaggio di Rym. Rym rappresenta il primo personaggio di quella che è stata definita dagli stessi produttori come la "terza generazione" di personaggi. Rym è una nuova studentessa che si trasferisce a Parigi a metà anno scolastico, e le tematiche della sua stagione si concentrano sul sistema affidatario francese, sulla delinquenza, e su cosa significa il senso di appartenenza. 

### Dodicesima stagione
La dodicesima stagione ruota attorno al personaggio di Maël. Le tematiche della sua stagione si concentrano sull'asessualità e sul primo amore adolescenziale.

## Episodi
| Stagione            | Episodi | Prima TV Francia |
| ------------------- | ------- | ---------------- |
| Prima stagione      | 9       | 2018             |
| Seconda stagione    | 13      | 2018             |
| Terza stagione      | 10      | 2019             |
| Quarta stagione     | 10      | 2019             |
| Quinta stagione     | 10      | 2020             |
| Sesta stagione      | 10      | 2020             |
| Settima stagione    | 10      | 2021             |
| Ottava stagione     | 10      | 2021             |
| Nona stagione       | 10      | 2022             |
| Decima stagione     | 10      | 2022             |
| Undicesima stagione | 10      | 2023             |
| Dodicesima stagione | 10      | 2023             |

## Personaggi e interpreti

### Personaggi principali

#### Protagonisti
- Emma Borgès, interpretata da Philippine Stindel.
Protagonista della prima stagione.
- Manon Demissy, interpretata da Marylin Lima.
Protagonista della seconda stagione.
- Lucas Lallemant, interpretato da Axel Auriant.
Protagonista della terza stagione.
- Imane Bakhellal, interpretata da Assa Aïcha Sylla.
Protagonista della quarta stagione.
- Arthur Broussard, interpretato da Robin Migné.
Protagonista della quinta stagione.
- Lola Lecomte, interpretata da Flavie Delangle.
Protagonista della sesta stagione.
- Tiffany Prigent, interpretata da Lucie Fagedet.
Protagonista della settima stagione.
- Bilal Cherif, interpretato da Khalil Ben Gharbia.
Protagonista dell'ottava stagione.
- Maya Etienne, interpretata da Ayumi Roux.
Protagonista della nona stagione.
- Anaïs Rocha, interpretata da Zoé Garcia.
Protagonista della decima stagione.
- Rym Brahimi, interpretata da Carla Souary.
Protagonista dell'undicesima stagione.
- Maël Le Gall, interpretato da Miguel Vander Linden.
Protagonista della dodicesima stagione.

#### Altri
- Daphné Lecomte, interpretata da Lula Cotton-Frappier.
- Alexia Martineau, interpretata da Coline Preher.
- Yann Cazas, interpretato da Léo Daudin.
- Charles Munier, interpretato da Michel Biel.
- Ingrid Spielman, interpretata da Zoé Marchal.
- Alexandre Delano, interpretato da Théo Christine.
- Eliott Demaury, interpretato da Maxence Danet-Fauvel.
- Basile Savary, interpretato da Paul Scarfoglio.
- Sofiane Alaoui, interpretato da Laïs Salameh.
- Idriss Bakhellal, interpretato da Moussa Sylla.
- Noée Daucet, interpretata da Winona Guyon.
- Max Bernini, interpretato da Sohan Pague.
- Jo Benezra, interpretata da Louise Malek.
- Redouane Bedia, interpretato da Abdallah Charki.
- Cleo, interpretata da Alma Schmitt.
- Yanis Toussaint, interpretato da N'Landu Lubansu.
- Jade Miller, interpretata da Romane Parc.
- Félix, interpretato da Victor Kerven.
- Lisa Meniel, interpretata da Margot Heckmann.
- Léonie, interpretata da Amalia Blasco.
- Pablo, interpretato da Luc Sitbon.

### Personaggi ricorrenti
- Mickaël Dolleron, interpretato da Edouard Eftimakis.
- Lisa, interpretata da Aliénor Barré.
- Camille, interpretato da Lucas Wild.
- Sekou, interpretato da Quentin Nanou.
- Louise, interpretata da Charlie Loiselier.
- Hugo Régnier, interpretato da Nathan Japy.
- Frida, interpretata da Farah Kassabeh.
- Clément Iniesta, interpretato da Léo Mazo.
- Sasha Pudlowski, interpretata da Jade Pedri.